# Moorhusen (Szlezwik-Holsztyn)
Moorhusen − miejscowość i gmina w Niemczech, w kraju związkowym Szlezwik-Holsztyn, w powiecie Steinburg, wchodzi w skład urzędu Itzehoe-Land.